# Bartolomeo Pacca
Pour les articles homonymes, voir Pacca.
Bartolomeo Pacca (né le 23 décembre 1756 à Bénévent, dans la région de Campanie et mort le 19 avril 1844 à Rome) est un cardinal italien du XIXe siècle.

## Biographie
En 1785, Bartolomeo Pacca est nommé archevêque titulaire de Damiette (de) et comme nonce apostolique à Cologne en 1786 et puis en Portugal (en) en 1794. Le pape Pie VII le crée cardinal lors du consistoire du 23 février 1801. Il devient membre de la Curie romaine en 1808. Il reste toujours fidèle au pape Pie VII et il est nommé pro-secrétaire d'État de 1808 à 1814, lorsque le secrétaire d'État Giulio Gabrielli est arrêté et déporté par les troupes françaises.
Il est enlevé à Rome et déporté, en même temps que le pape Pie VII, le 6 juillet 1809, sur ordre de Napoléon. Il restera emprisonné dans la forteresse de Fenestrelle jusqu'à 1813, puis à Uzès. Pendant ce temps, le pape Pie VII est reclus à Savone, avant d'être transféré en 1812 à Fontainebleau où le cardinal Pacca obtiendra la permission de le rejoindre, concessions auxquelles Napoléon se sentait obligé à la suite de la désastreuse retraite de Russie.
De 1814 à 1824, il est Camerlingue de la Sainte Église romaine. En octobre 1818, il devient cardinal protoprêtre puis est promu cardinal-évêque dès décembre. De 1818 jusqu'à 1830, il est préfet de la Congrégation pour l'érection des Églises et les Provisions consistoriales. Pacca participe aux conclaves de 1823, 1829 et 1830-1831. À partir de 1824, il est pro-dataire apostolique.
En 1830, il est nommé cardinal-évêque d'Ostie et devient ainsi doyen du Collège des cardinaux primus inter pares. Il est nommé archiprêtre de Saint-Jean-de-Latran. À noter qu'en 1831, le nouveau pape Grégoire XVI n'étant pas encore évêque lors de son élection, il revient au cardinal Pacca, doyen du Sacré-Collège de lui conférer l'épiscopat, assisté par les cardinaux Arezzo et Galleffi comme co-consécrateurs.
Il est camerlingue du Sacré Collège en 1837 et 1838.
Il meurt le 19 avril 1844 après un cardinalat de 43 ans et 55 jours, de février 1801 à avril 1844.
Son neveu, Bartolomeo Pacca dit le jeune, est également devenu cardinal.

## Succession apostolique
Bartolomeo Pacca a ordonné les évêques suivants :
- Évêque Luis Rodrigues Vilares (1797)
- Évêque Cypriano de São José, O.F.M.Ref. (1797)
- Archevêque Giovanni Francesco Guerrieri (de) (1808)
- Évêque Giovanni Sergio (it) (1814)
- Évêque Giuseppe Prin (1817)
- Cardinal Francesco Serra-Cassano (1818)
- Évêque Salvatore Ferro Berardi (it) (1818)
- Archevêque Alessandro d'Angennes (it) (1818)
- Évêque Pier Camillo de Carolis (1818)
- Archevêque Michele Spinelli (nl), C.R. (1818)
- Archevêque Eustachio Dentice (it), C.R. (1818)
- Évêque Andrea Portanova (1818)
- Évêque Bartolomeo Varrone (1818)
- Évêque Agostino Tommasi (1818)
- Archevêque Nicola Coppola, C.O. (1818)
- Évêque Domenico Antonio Cimaglia (1818)
- Archevêque Michele Basilio Clary (it), O.S.B.I. (1818)
- Évêque Adeodato Gomez Cardosa (1818)
- Évêque Giuseppe D'Amante (1818)
- Archevêque Camillo Alleva (it) (1818)
- Évêque Andrea Lucibello (1819)
- Évêque Pietro Paolo Presicce, O.S.A. (1819)
- Évêque Arcangelo Gabriele Cela (1819)
- Archevêque Giuseppe Maria Tedeschi (1819)
- Archevêque Gabriele Papa (1819)
- Évêque Francesco Colangelo, C.O. (1821)
- Évêque Angelo Maria Ficarelli (1822)
- Archevêque Carlo Maria Cernelli (it) (1822)
- Évêque Giuseppe Amorelli (it) (1823)
- Cardinal Giovanni Battista Bussi (1824)
- Évêque Desiderio Mennone, C.SS.R. (1824)
- Évêque Bernardo Rossi (1826)
- Archevêque Vincenzo Annovazzi (1826)
- Cardinale Giovanni Antonio Benvenuti (1829)
- Archevêque Leone Ciampa (it), O.F.M.Disc. (1829)
- Évêque Vincenzo Rocca (1829)
- Cardinal Carlo Maria Pedicini (1830)
- Pape Grégoire XVI (1831)
- Archevêque Vincenzo Garofali (de), C.R.L. (1832)
- Cardinal Giuseppe Maria Velzi, O.P. (1832)
- Cardinal Gabriele della Genga Sermattei (1833)
- Archevêque Giuseppe Maria Vespignani (de) (1834)
- Cardinal Ludovico Micara, O.F.M.Cap. (1837)
- Évêque Antonio de Franci (1837)